# Egeisk lövkoja
Egeisk lövkoja (Malcolmia chia) är en korsblommig växtart som först beskrevs av Carl von Linné, och fick sitt nu gällande namn av Dc. Enligt Catalogue of Life ingår Egeisk lövkoja i släktet strandlövkojor och familjen korsblommiga växter, men enligt Dyntaxa är tillhörigheten istället släktet strandlövkojor och familjen korsblommiga växter. Arten förekommer tillfälligt i Sverige, men reproducerar sig inte. Inga underarter finns listade i Catalogue of Life.